# Gdynia Leszczynki
Gdynia Leszczynki – przystanek Szybkiej Kolei Miejskiej leżący w Gdyni. Wbrew nazwie, w dzielnicy Chylonia (dzielnica Leszczynki jest niedaleko na południowy wschód). Stacja posiada jedno przejście podziemne łączące ulicę Chylońską i Park Kiloński od południa z wagonownią składów osobowych Zakładu Północnego PKP Intercity na północy, a dalej z ulicą Hutniczą.

## Ruch pasażerski
| Rok  | Wymiana pasażerska na dobę |
| ---- | -------------------------- |
| 2017 | 2 000-4 000                |
| 2022 | 4 000-5 000                |